# Villeneuve-lès-Béziers
Villeneuve-lès-Béziers é uma comuna francesa na região administrativa de Occitânia, no departamento de Hérault. Estende-se por uma área de 17,31 km². Em 2010 a comuna tinha 4 209 habitantes (densidade: 243,2 hab./km²).